# Literatur in der Zeit des Nationalsozialismus
Das literarische Schaffen der deutschsprachigen Autoren und der Umgang mit Literatur zur Zeit des Nationalsozialismus wurden durch den Einfluss des NS-Regimes entweder stark geprägt oder beeinträchtigt.

## Allgemeines
Bereits vor der Machtübernahme der Nationalsozialisten 1933 waren im Deutschen Reich zunehmend autoritäre Tendenzen erkennbar. Es existierten Verbotslisten, in denen literarische Werke aufgelistet waren, die nicht der rechtsextremen ‚arischen’ Ideologie entsprachen. Die Autorenschaft solcher Werke wurden öffentlich angeprangert und gezielt eingeschüchtert. Bereits kurze Zeit nach dem Reichstagsbrand am 27. Februar 1933 gingen Schriftsteller wie Alfred Döblin, Leonhard Frank, Klaus und Heinrich Mann ins Exil. Thomas Mann blieb nach einer Vortragsreise in Frankreich.

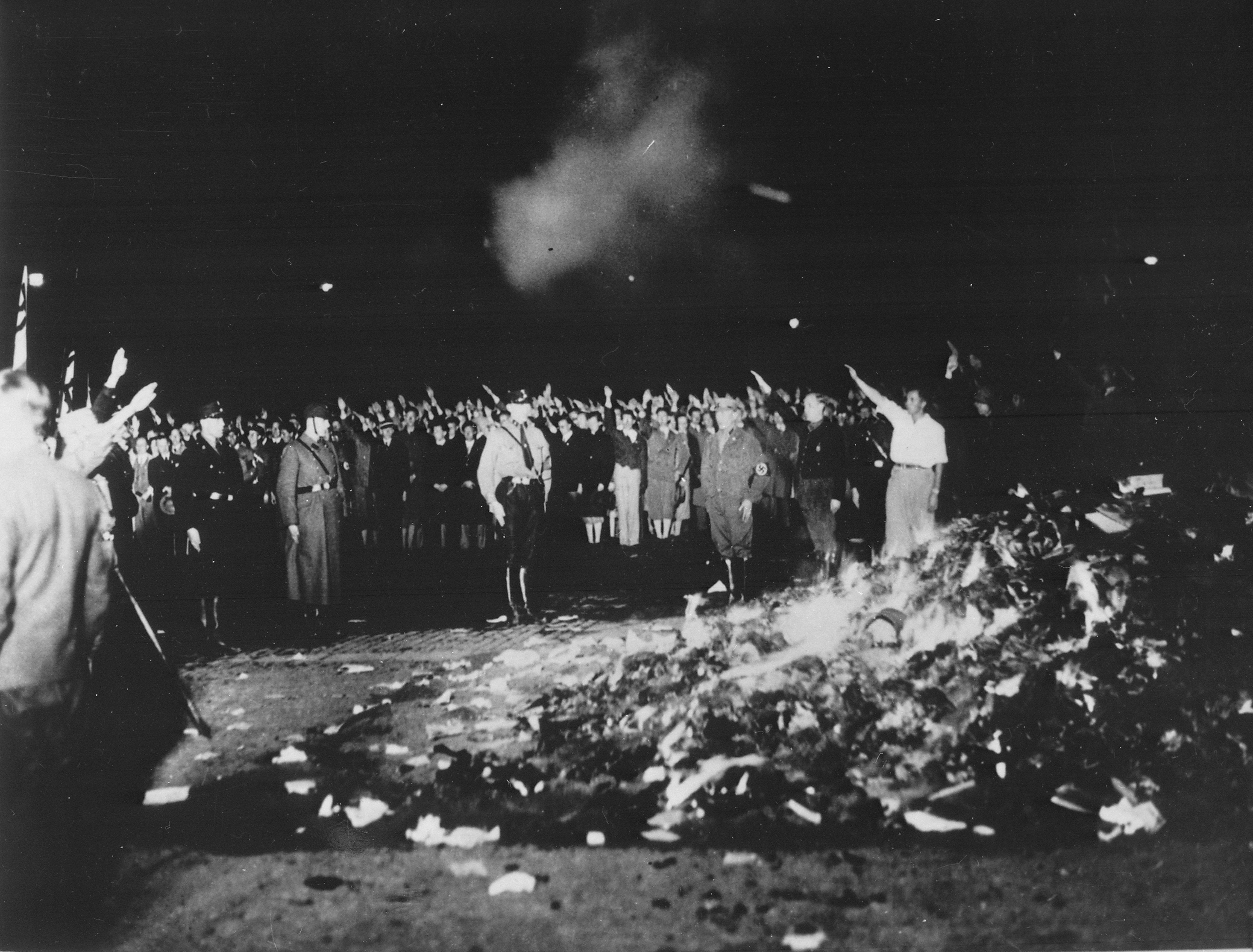
Bücherverbrennung in Berlin (Mai 1933)

Am 10. Mai 1933 fanden in fast allen deutschen Universitätsstädten von der Deutschen Studentenschaft organisierte Bücherverbrennungen unliebsamer Autoren statt. Dabei wurden unerwünschte Werke oder Texte geächteter, beispielsweise jüdischer Autoren, zerstört. Nur regimetreue, propagandistische Literatur wurde geduldet. Unter anderem gingen Werke von Sigmund Freud, Erich Kästner, Karl Marx, Heinrich Mann, Klaus Mann, Carl von Ossietzky, Erich Maria Remarque und Kurt Tucholsky in Flammen auf. Joseph Goebbels verwendete bei der Gelegenheit auf dem Berliner Opernplatz den Ausdruck „Asphaltliteratur“.
Schon frühzeitig bekannten sich zahlreiche Intellektuelle zum Nationalsozialismus. Gottfried Benn ergriff 1933 ausdrücklich Partei für „den neuen Staat“ und attackierte die literarischen Emigranten. Der Germanist Benno von Wiese trat bereits im Mai 1933 der NSDAP bei. Unterstützung fanden die Nationalsozialisten in bestehenden rechten Organisationen wie der nationalistischen „Arbeitsgemeinschaft nationaler Schriftsteller“, einem Unterverband des „Schutzverbandes deutscher Schriftsteller“ und der national-konservativen „Deutschen Dichterakademie“.
Im Rahmen der allgemeinen Gleichschaltung wurden Schriftstellerorganisationen verboten bzw. in der im Oktober 1933 gegründeten Reichsschrifttumskammer zusammengefasst. Um Mitglied zu werden, musste man einen „Ariernachweis“ vorlegen. Ein Ausschluss bedeutete Berufsverbot. Aus dem deutschen PEN-Zentrum ging 1934 besonders auf Betreiben von Hanns Johst und Gottfried Benn die Union nationaler Schriftsteller hervor. In Österreich wurde 1936 der Bund deutscher Schriftsteller Österreichs gegründet, der energisch auf den Anschluss Österreichs hinarbeitete.
Die Säuberung von Leihbüchereien, Buchhandlungen und Bibliotheken bereits ab 1933 erfolgte nach den Kriterien der Liste des schädlichen und unerwünschten Schrifttums. Anfang der 40er Jahre standen über 4.000 Einzeltitel, 500 Autoren und alle Schriften jüdischer Autoren (bzw. solche von „Halbjuden“) auf dem Index. Der Verzicht auf eine offizielle Vollzensur hatte zur Folge, dass Verleger und Autoren ihre Werke zur Begutachtung in Zweifelsfällen an die Gestapo schicken mussten und damit durch Einschüchterung zur Selbstzensur veranlasst wurden.
Seit den Pogromen am 9. November 1938 wurde der offizielle Druck auf weitere Autoren wie Günter Eich, Peter Huchel oder Ernst Kreuder ausgedehnt.

## Literatur im Dienst der Nationalsozialisten

### Roman
Die typischen Historischen Romane des Nationalsozialismus hatten zumeist die Ostkolonisation, den Bauernkrieg, die preußische Geschichte oder die Befreiungskriege gegen das napoleonische Frankreich als Thema, wobei die historische Legitimation des Dritten Reiches das leitende Ziel bildete. Dazu zählten Wolter von Plettenberg (1938) von Hans Friedrich Blunck oder Der erste Deutsche (1934) von Hjalmar Kutzleb über Hermann den Cherusker. Als Protagonisten wurden meist charismatische Führer gewählt, um einen Nachweis der Legitimität des Führerstaats zu erbringen. Beispiele in Gegenwartsromanen waren Werke wie Ein Trupp SA: Ein Stück Zeitgeschichte (1933) von Waldemar Glaser oder Parteigenosse Schmiedecke (1934) von Alfred Karrasch.
Bauernromane enthielten populäre rückwärtsgewandte verklärende Schilderungen ländlicher Lebensformen. Die Darstellung einer konfliktfreien Dorfgemeinschaft folgte der Idee einer intakten Volksgemeinschaft, wie sie in Shylock unter Bauern (1934) von Felix Nabor oder Der Bannwald (1939) von Joseph Georg Oberkofler umgesetzt wurde.
Siedlerromane entsprangen dem Blut-und-Boden-Mythos, der in Volk ohne Raum (1926) von Hans Grimm eine programmatische Darstellung erfuhr. In ihnen wurde über das Leben deutscher Minderheiten und das Leben deutscher Siedler in den Ostgebieten berichtet, um den Expansionsanspruch der Nationalsozialisten zu rechtfertigen. Beispiele hierfür sind die Romane Kompost (1934) von Ulrich Sander oder Volk auf dem Weg (1930–1942) von Josef Ponten, der wie Gottfried Rothacker in besonderem Maße die Heim-ins-Reich-Ideologie verbreitete. Sie waren von starkem Antikommunismus gekennzeichnet, wie Und Gott schweigt...? (1936) von Edwin Erich Dwinger. Auch die Kanada-Romane der Autorin Ilse Schreiber zwischen 1938 und 1943 propagierten die rassische Überlegenheit von Auslandsdeutschen, die die Wildnis Kanadas unterwarfen.
Kriegsromane verherrlichten die Fronterlebnisse der Veteranen aus dem Ersten Weltkrieg. Zudem gab es 1936 Kriegsdichtertreffen in Berlin. Die Inhalte waren meist klischeehafte Hasstiraden gegen den Gegner und eine ständig beteuerte Siegesgewissheit. Zur Kriegsverherrlichung dienten u. a. die Romane Volk im Feuer (1934) von Otto Paust oder Panzerführer. Tageblätter vom Frankreichfeldzug (1941) von Edwin Erich Dwinger.
Die Frauenromane der Nationalsozialisten spiegelten das traditionelle Frauenbild der Hausfrau und Mutter wider. Das emanzipatorische Frauenbild der 20er Jahre wurde umgekehrt und die Frau als „Gebärmaschine“ für den Führer dargestellt. Hierfür steht beispielsweise Kuni Tremel-Eggerts großes Erfolgswerk Barb, Roman einer deutschen Frau (1933) oder Wilhelm Schmidtbonns Anna Brand (1939).

### Drama
Das Drama spielte im Nationalsozialismus durch seinen hohen Grad an Massenbeeinflussung eine besondere Rolle. Es wurde sowohl überaus subventioniert als auch durch die Reichsdramaturgie kontrolliert. Thematisch handelte es sich meist um historische Märtyrerdramen, die die „Frontgemeinschaft“ und den „Kampfesmut“ feierten. Nach der Kriegswende 1942/43 wurde das Drama schließlich in den Dienst der Durchhaltepropaganda gestellt. Beispiele hierfür sind die Dramen Schlageter (1933) von Hanns Johst und der „Preußenzyklus“ Hans Rehbergs in den Jahren zwischen 1934 und 1937.

### Thingspiel
Eine neue eigene Art von Aufführung stellte im Nationalsozialismus das Thingspiel dar. Massensprechchöre, emotionale Darbietungen und kultische Veranstaltungen sollten ein Gefühl der Volksgemeinschaft schaffen. Im Sinne eines altgermanischen Volksgerichts wurde oft am Schluss ein Richterspruch des Volkes gesprochen. Nach Eberhard Wolfgang Möllers Aufführung des Frankenburger Würfelspiels während der Olympischen Sommerspiele 1936 sank das Interesse an diesem Genre, und die staatliche Förderung wurde eingestellt. Auch die Deutsche Passion 1933 (1933) von Richard Euringer gilt als Thingspiel.

### Lyrik
Die Lyrik im Dritten Reich griff hauptsächlich auf klassisch-romantische Überlieferungen zurück. Durch den schwülstigen Sprachgebrauch, die Blut-und-Boden-Ideologie, einen überaus platten Traditionalismus und Pathos wies ein Teil der Lyrik unfreiwillig komische Züge auf.
Ein überaus beliebtes Medium stellte das Gemeinschaftslied dar. Oft auf ältere Soldaten- und Volkslieder zurückgreifend, machte diese Form ihr einfacher Satzbau, ihre ständigen Wiederholungen, Imperative und eingängige Rhythmik leicht einprägsam. Der Sinn dieser Lyrik bestand in der Vermittlung eines Kollektiverlebnisses und der Verklärung des Regimes sowie der pseudoreligiösen Verehrung des Führers. Die Lieder Im Marschschritt der SA (1933) von Herybert Menzel, Des Blutes Gesänge (1935) von Herbert Böhme oder Wir dürfen dienen (1937) von Gerhard Schumann stehen beispielhaft für dieses Genre.

## Literatur des politischen Widerstandes
Eine ganze Reihe von Autoren, meist Kommunisten oder Sozialisten, schlossen sich während der Herrschaft des Regimes dem aktiven Widerstand an und mussten ihre Arbeit in der Illegalität fortsetzen. Ihre wesentliche Aufgabe sahen sie hierbei in der Aufklärungspflicht über die wahren Verhältnisse in Deutschland. In der Untergrundarbeit waren traditionelle Literaturformen weitgehend unbrauchbar, daher wurden Hauptmedien, wie zum Beispiel Flugblätter, Plakate, Klebezettel, Mauerparolen oder antifaschistische Zeitungen genutzt. Die Arbeiten entstanden oft als sogenannte „verkleidete Literatur“, als anonyme Veröffentlichungen. Zu den Hauptgruppen des Widerstandes zählten der Bund proletarisch-revolutionärer Schriftsteller und die Schulze-Boysen/Harnack-Gruppe, die „Rote Kapelle“.

## Innere Emigration
Die innere Emigration bezieht sich auf eine spezifische Form des Widerstands oder der Opposition gegen das nationalsozialistische Regime innerhalb Deutschlands während der Zeit des Dritten Reiches. Im Gegensatz zur Exilliteratur, bei der Autoren das Land verließen, um der Verfolgung zu entkommen, blieben die Vertreter der inneren Emigration in Deutschland, passten sich äußerlich oft den Anforderungen des Regimes an, widersetzten sich jedoch heimlich oder passiv seinen Ideen und Praktiken.
Innere Emigranten vermieden direkte Konfrontationen mit dem Regime, um Verhaftungen und Repressalien zu vermeiden, aber sie äußerten ihre Kritik oft subtil in ihren Werken. Sie könnten beispielsweise Themen behandeln, die den Idealen der Nationalsozialisten entgegenstanden, oder durch metaphorische Sprache und versteckte Anspielungen subversive Botschaften vermitteln.
Diese Autoren wollten oft ihre Unabhängigkeit bewahren und ihre literarische Arbeit fortsetzen, während sie gleichzeitig versuchten, den Zensurmechanismen des Regimes zu entgehen. Bekannte Vertreter der inneren Emigration waren etwa Ricarda Huch und Hans Carossa. Ihre Werke können als versteckte Formen des Widerstands gegen das NS-Regime interpretiert werden.

## Exilliteratur
Die Exilliteratur (auch: Emigrantenliteratur) wird als eigene Literaturepoche zwischen 1933 und 1945 angesehen. Nachdem die Nationalsozialisten demokratische Rechte wie die Meinungsfreiheit aufgehoben hatten, flohen viele regierungskritische Autorinnen und Autoren ins Ausland, aus Angst vor Zensur und persönlicher Verfolgung. Von dort aus warnten sie vor den Nationalsozialisten. Viele der Autoren waren jüdischen Glaubens oder jüdischer Abstammung, andere standen den Kommunisten oder Sozialdemokraten nahe. 
Aber auch solche, die von den Nationalsozialisten gerne als Galionsfiguren benutzt worden wären, verließen Deutschland, zum Beispiel der Literaturnobelpreisträger Thomas Mann, der im März 1933 auf Drängen seiner Kinder Klaus und Erika von einer Vortragsreise ins Ausland nicht mehr nach Deutschland zurückkehrte.
Die Zahl so genannter Exilautoren lag bei rund 1.500. In der Regel flüchteten die Schriftsteller zunächst in europäische Nachbarstaaten, wie Österreich, die Schweiz, die Niederlande oder die Tschechoslowakei. In Amsterdam entstand der Querido Verlag, der sich speziell deutscher Exilliteratur widmete. Wegen der zunehmenden Gefahr auf dem europäischen Kontinent vor den deutschen Invasionen kam es im Zeitraum zwischen 1939 und 1940 zu einer Emigrationswelle in die Vereinigten Staaten, nach Südamerika, die Sowjetunion und in das heutige Israel. Die Gemeinsamkeit der heterogenen Gruppe der Exilautoren war die Gegnerschaft zum Regime und der Anspruch darauf, das „andere Deutschland“ repräsentieren zu wollen. So befand Klaus Mann:

„Der deutsche Schriftsteller im Exil sah seine Funktion als eine doppelte: Einerseits ging es darum, die Welt vor dem Dritten Reich zu warnen und über den wahren Charakter des Regimes aufzuklären, gleichzeitig aber mit dem ‚anderen’, ‚besseren’ Deutschland, dem illegalen, heimlich-opponierenden also, in Kontakt zu bleiben und die Widerstandsbewegung in der Heimat mit literarischem Material zu versorgen; andererseits galt es, die große Tradition des deutschen Geistes und der deutschen Sprache, eine Tradition, für die es im Lande ihrer Herkunft keinen Platz mehr gab, in der Fremde lebendig zu erhalten und durch den eigenen schöpferischen Beitrag zu entwickeln.“

Es gab allerdings nur begrenzte Möglichkeiten zu Veröffentlichungen in deutscher Sprache in literarischen Zeitschriften oder Verlagen. Die Schriftsteller im Exil lebten in sehr unterschiedlichen materiellen Verhältnissen. Ihren Lebensstandard konnten nur einzelne Autoren aufrechterhalten; die Mehrzahl von ihnen hatte Probleme, ihre materielle Existenz zu sichern. Ferner war das Schaffen oft durch Schwierigkeiten mit den Bürokratien des Gastlandes geprägt. Die Einreise erfolgte meist mit gefälschten oder bald abgelaufenen Pässen. Die deutsche Staatsbürgerschaft wurde den Autoren entzogen, viele mussten sich bemühen, die Duldung durch die Einwanderungsbehörden zu erreichen. Die Arbeit im Exil war vielerorts durch die permanente Furcht vor Abschiebung, die Bedrohung durch NS-Agenten, die Ablehnung durch die Bevölkerung und den Entzug der schriftstellerischen Existenzgrundlage geprägt. Viele der Autoren verstummten daher in Einsamkeit und Verzweiflung. Es gab nur wenige Exilanten ohne seelisches Trauma. Eine Folge waren Suizide unter Exilautoren, so bei Kurt Tucholsky oder Stefan Zweig.

### Allgemeine Merkmale der Exilliteratur
Die überwiegend stilkonservative Haltung der meisten Autoren ist mit dem Aufkommen der Neuen Sachlichkeit in der Weimarer Republik zu erklären. Die Literatur war kaum durch expressionistische Einflüsse geprägt. Hinzu kamen das Abklingen der Lust am formalen Experiment und die Hinwendung zu gesellschaftlichen und politischen Problemlagen. Ein Großteil der Exilschriftsteller setzte ihren vor 1933 eingeschlagenen Weg fort. So auch der berühmteste, Thomas Mann, der etliche seiner Werke in diesen Jahren herausbrachte. Darunter befand sich auch seine Erzählung Das Gesetz, in der er sich implizit auf den Nationalsozialismus bezieht. Einen gemeinsamen und spezifischen Exilstil gibt es nicht.

### Exilprosa
Die bevorzugte Gattung war der Roman. Diese Literaturform kam den Lesebedürfnissen eines internationalen Publikums entgegen und hatte dadurch höhere Veröffentlichungschancen. Während ein großer Teil der Veröffentlichungen direkt gegen das nationalsozialistische Regime gerichtet war, gab es in geringerem Maße auch weiterhin relativ unpolitische Literatur.
Die Zeitromane differenzierten sich je nach Schauplatz.
Exilromane verfolgten vor allem die Aufklärungsabsicht über das Dritte Reich in Form von Dokumentationen und Erlebnisberichten. Später gab es zwei typische Varianten. Zum einen wurde in Romanen, wie zum Beispiel in Anna Seghers Der Kopflohn und Die Rettung oder Maria Lazars Die Eingeborenen von Maria Blut die Vorgeschichte des Nazi-Regimes dargestellt. Zum anderen erfolgte in Romanen die modellhafte Abbildung des Nationalsozialistischen Deutschlands, wie zum Beispiel in Nach Mitternacht von Irmgard Keun. In den Romanen wurde die Exilsituation literarisch verarbeitet. Das berühmteste Beispiel dürfte wohl Anna Seghers Werk Transit sein.
Dagegen analysierte Alfred Döblin bereits in seinem Romanzyklus November 1918 die gescheiterte Revolution von 1918 und die dadurch ausgebliebene Demokratisierung Deutschlands als Ursache des Dritten Reiches.
Historische Romane erfreuten sich bei den aus Deutschland vertriebenen Schriftstellern einer großen Beliebtheit. Die Leserschaft ging weit über die Reihen der Exilanten hinaus. Die Flut von Geschichtsromanen regte eine Debatte unter den Exilanten an. Allerdings ist zu kritisieren, dass diese Literaturform oft die Flucht vor den Problemen der Gegenwart und damit die Kapitulation vor dem politischen Feind war. Die historischen Romane basierten oft aus der Historie entliehenen Fabeln und Erzählungen mit starken Parallelen zur Entwicklung in Deutschland, wie zum Beispiel Lion Feuchtwangers Der Falsche Nero. Oft waren satirische Anspielungen auf führende NS-Politiker enthalten. Viele historische Romane beschäftigten sich auch mit der jüdischen Geschichte.
Utopische Romane orientierten sich an einer imaginären Zukunft. Festzustellen ist hierbei ein deutlicher Kulturpessimismus, wie zum Beispiel in Das Glasperlenspiel von Hermann Hesse oder in Stern der Ungeborenen von Franz Werfel.
Eine Vielzahl von autobiografischen Epochenbilanzen dieser Zeit verraten das Bedürfnis der Autoren, den eigenen Lebensweg literarisch aufzuarbeiten. Sie dokumentieren das damals weit verbreitete Bewusstsein, an einer Zeitenwende zu stehen. Beispiel für solche Autobiografien sind Carl Zuckmayers Essay Pro Domo, Klaus Manns The Turning Point (dt. Der Wendepunkt) oder Stefan Zweigs Die Welt von Gestern. Erinnerungen eines Europäers. Ferner ist die Autobiografie der jüdischen Journalistin Käthe Vordtriede „Es gibt Zeiten, in denen man welkt“. Mein Leben in Deutschland vor und nach 1933 zu nennen, die erst posthum bekannt wurde. Ihr Werk war 1939, Teil eines Schreibwettbewerbs der Harvard University und bis Ende der 1990er Jahre verschollen.

### Exillyrik
Die Lyrik fällt gegenüber der Prosa des Exils quantitativ bescheiden aus. Publikationsmöglichkeiten gab es fast nur in der Exilpresse. Es wurden rund 200 Gedichtbände einzelner Lyriker/-innen in Exilländern veröffentlicht, der weitaus größere Teil davon erschien aber erst nach 1945. Das Gesamtbild wurde von Dichtern bestimmt, die bereits vor 1933 hervorgetreten waren (Bertolt Brecht, Johannes R. Becher, Karl Wolfskehl, Else Lasker-Schüler).

### Exildramatik
Die Exilsituation war für Dramatiker besonders schwierig, was sie schrieben, blieb meist ohne Aussicht auf Aufführung. Trotzdem gibt es rund 420 nachweisbare Dramatiker mit 500 bis 700 Stücken. Zeitstücke galten zunächst als das wichtigste dramatische Genre des Exils. Die Ära des Zeitstücks wurde Ende November 1933 mit der Herausgabe von Ferdinand Bruckners Die Rassen eröffnet. Ein typischer Vertreter ist auch Friedrich Wolfs Professor Mamlock. Durch die Herausgabe von Geschichtsdramen, Komödien und Parabeln wollten sich Exilautoren einen Zugang zu ausländischen Bühnen schaffen, der ihnen mit antifaschistischen Zeitstücken in aller Regel verwehrt blieb.

### Rezeption nach Kriegsende in Deutschland
Die nach dem Krieg zurückkehrenden Autorinnen und Autoren fanden nur mäßige Resonanz in Deutschland; im Westen begegnete man vielen von ihnen mit Misstrauen, in der DDR war man bestrebt, Exilautoren deutlicher als in der Bundesrepublik Deutschland für politische Ziele zu instrumentalisieren, so im Falle von Bertolt Brecht oder Arnold Zweig. Ein Dialog zwischen wahren und „inneren Emigranten“ wie der Briefwechsel zwischen Frank Thieß und Hermann Broch kam sonst nur ausnahmsweise zustande. Der in Deutschland verbliebene Autor Thiess vertrat die Auffassung, das Exil hätte „aus den Logen und Parterreplätzen des Auslands der deutschen Tragödie“ zugeschaut und unterstellte emigrierten Schriftstellern ein bequemes Leben im Ausland, während Im-Land-Gebliebene die Hitlerdiktatur unmittelbar zu ertragen gehabt hätten. In Bezug auf Thomas Mann bezeichnete Thiess dessen im Exil entstandenen Deutschland-Roman Doktor Faustus als „Gelehrtenpoesie“ und tat ihn als verschleierte Kolportage ab.
Klaus Manns im Exil entstandener Roman „Mephisto“ durfte laut einer Entscheidung des Bundesverfassungsgerichts von 1971 in der Bundesrepublik Deutschland jahrelang nicht erscheinen, wohl aber in der DDR. Man sah ihn als Schlüsselroman an; darin seien die Persönlichkeitsrechte des Theaterintendanten Gustaf Gründgens (alias Hendrik Hoefgen) verletzt. Das Urteil des Gerichts löste nicht zuletzt deshalb Empörung aus, weil es einen Künstler, der sich bei den Nazis angebiedert hatte, vor der Kritik eines Emigranten schützte, der die Nazis bekämpft hatte. Erst in den frühen 1980er Jahren erschien er als Rowohlt-Taschenbuch. Bis 1956 hatte er auch in der DDR nicht erscheinen dürfen.